# Svarttjärnen (Borgsjö socken, Medelpad, 695339-150377)
Svarttjärnen är en sjö i Ånge kommun i Medelpad och ingår i Ljungans huvudavrinningsområde. Svarttjärnen ligger i Jämtgaveln Natura 2000-område.